# Рахау, Иван Карлович
Ива́н Ка́рлович Раха́у (17 декабря 1817— после 1881) — русский архитектор периода историзма, академик и профессор Императорской Академии художеств в Санкт-Петербурге. Старший брат Карла Карловича Рахау, также архитектора.

## Биография
Иван Карлович Рахау родился 17 декабря 1817 года в Санкт-Петербурге в немецкой семье биржевого маклера. Был вольноприходящим учеником Императорской Академии художеств. Его учителем был архитектор К. А. Тон.
Иван Рахау получил медали Академии художеств: малую серебряную (1840), большую серебряную медаль (1841) «за архитектуру», и в том же году ему была задана программа на малую золотую медаль: «сочинить проект гостиного двора». По итогам конкурса в 1842 году ему было присвоено звание «свободного художника» .
В 1869 году после окончания учебного курса Академии художеств Иван Рахау поступил в помощники к архитектору K. A. Тону на работах по сооружению храма Христа Спасителя в Москве. В 1844 году Pахау прислал в Академию рисунки, представляющие конструкцию и каменную кладку купола храма, за что Совет Академии выразил ему благодарность и положил «предложить профессору К. Тону, строителю означенного храма, чтобы он дозволил Рахау сделать с рисунков копии для руководства в архитектурном классе Академии».
В 1847 году Иван Карлович Рахау работал также на постройке Санкт-Петербургской станции Николаевской железной дороги, и представил в Академию рисунки, изображающие устройство стропил, которые считались в то время по широте первыми в Европе. Эти рисунки Совет Академии постановил «передать в класс строительного искусства для руководства, поручив Рахау также сделать для Академии рисунки конструкций купольного свода и кружал храма Спасителя в Москве». На следующий год, за программу «проект публичных бань», Рахау получил звание академика архитектуры. В 1877 году занял должность профессора архитектуры «в уважение долговременных и особых трудов по художественно-архитектурным работам, произведённым им в храме Спасителя, в Москве».
На постройке храма Христа Спасителя Рахау находился в течение сорока лет, до самого окончания работ, заведуя технической стороной проекта. Кроме упомянутых двух построек и разных частных заказов, Рахау участвовал также в сооружении Большого Кремлёвского дворца и здания Главного архива Министерства иностранных дел.
В 1842—1867 годах Рахау работал чертёжником в чертёжной комиссии по строительству храма Христа Спасителя в Москве (Наблюдал за работами в Хамовнических казармах и Шефском доме в Москве (1869), с 1870 года числился младшим помощником главного архитектора по постройке храма Христа Спасителя. С 1883 года — в отставке . Статский советник (1883).
Среди работ, произведённых Рахау также значится ограда церкви в селе Ромашково под Москвой (1872).